# Жозе Долем
Жозе Долем (на френски: José Dolhem) е бивш пилот от Формула 1. Роден на 26 април 1944 година в Париж, Франция.
Загива при самолетна катастрофа на 16 април 1988 година при полет с малък частен самолет от Париж през Роан за Монпелие. Долем управлява самолета и поради неизвестни причини е изгубен контрол над въздухоплавателното средство при летенето от Роан за Монпелие. Самолетът се разбива в полетата на Saint-Just-Saint-Rambert. Всички шест души на борда не оцеляват.

## Формула 1
Жозе Долем прави своя дебют във Формула 1 в Голямата награда на Франция през 1974 година. В световния шампионат записва 3 състезания като не успява да спечели точки. Състезава се за Съртис.